# اریک واینمایر

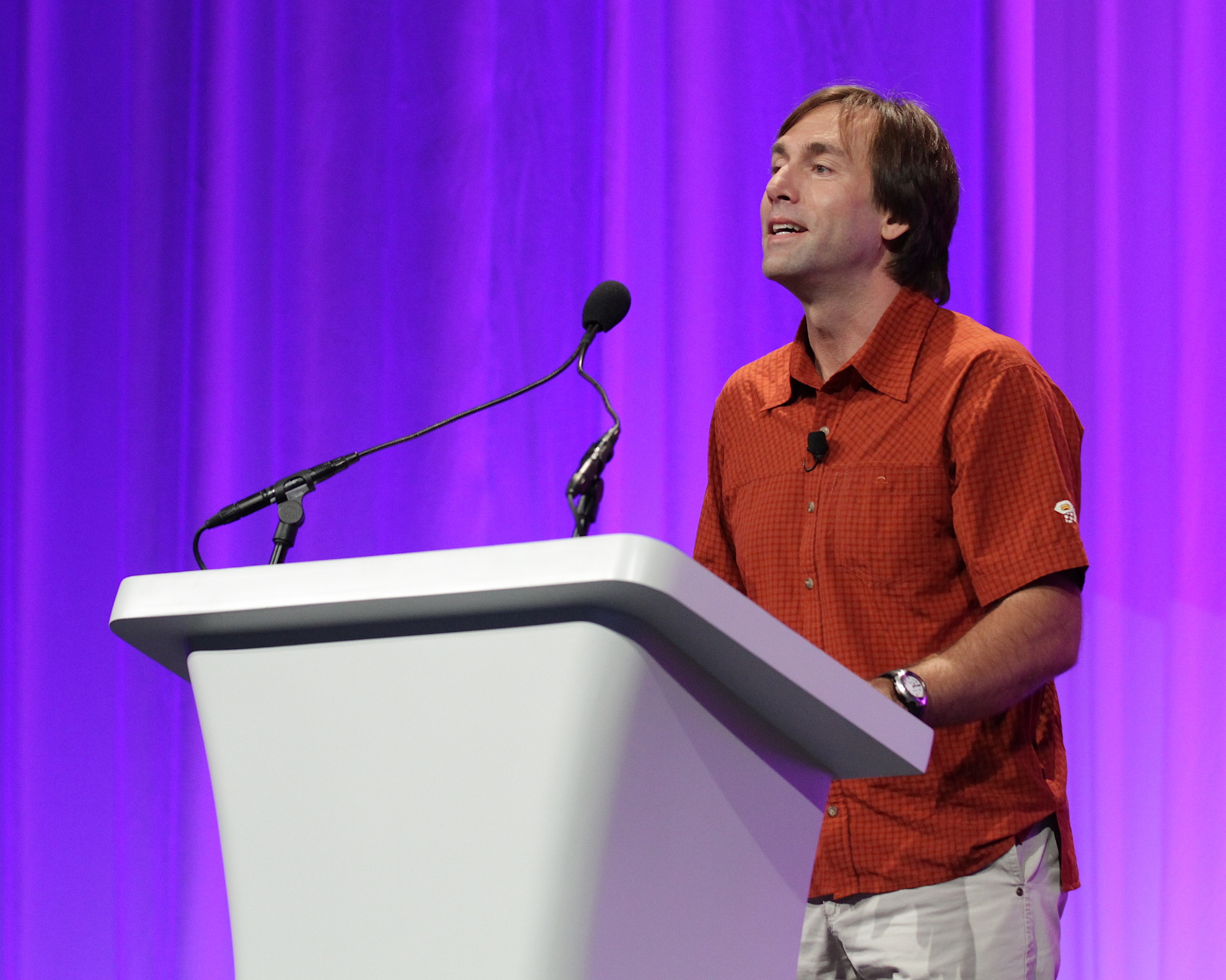
اریک واینمایر در حال ارائه بر روی صحنه است.

اریک واینمایر (متولد ۲۳ سپتامبر ۱۹۶۸) ورزشکار ماجراجوی آمریکایی، نویسنده، فعال و سخنران انگیزشی و اولین فرد نابینایی است که موفق به صعود به قله کوه اورست در ۲۵ آوریل ۲۰۰۱ شد.
وی مفتخر است که روی جلد مجله تایم قرار گرفته؛ و همچنین در ماه سپتامبر سال ۲۰۰۲ که صعود به هفت قله را تکمیل نمود، به جمع ۱۵۰ نفر از کوهنوردانی که تا آن زمان موفق به انجام این امر شده بودند پیوسته، که تنها کوهنورد نابینا در این جمع بشمار می‌رود. او همچنین در سال ۲۰۰۸ قله پونچاک جایا واقع در غرب پاپوآ گینه نو، بلندترین قله استرالیا را فتح نمود که موجب تحسین بیشتری پس از فتح هفت قله شد.
او نویسنده کتاب‌هایی است با عناوین: لمس بام دنیا:صعود مردی نابینا به مکانی فراتر از آنچه چشم قادر به دیدن آن است، و مزیت مشکلات: هر روز به کمک مشکلات خود، یک قدم به پیروزی نزدیک تر شوید.